# Felsőesztergály
Felsőesztergály (szlovákul: Horné Strháre) község Szlovákiában, a Besztercebányai kerületben, a Nagykürtösi járásban.

## Fekvése
Nagykürtöstől 7 km-re északra, az Öreg-patak partján fekszik.

## Története
1243-ban "Estergur", "Vztugar" alakban említik először, a középkorban többnyire királyi birtok volt, Hont várának uradalmához tartozott. Később a Kacsics nemzetségé, majd 1327-től a Szécsényieké. 1554 és 1594 között a hódoltsághoz tartozott. A 17. századtól a Zichyek divényi és a Balassák kékkői uradalmának része volt. 1828-ban 127 házában 964 lakos élt. Lakói főként mezőgazdaságból, gyümölcstermesztésből, szőlőtermesztésből, méhészetből éltek.
Vályi András szerint "Alsó, és Felső Esztergály, Dolne, Horne Sztrehani. Tót faluk Nógrád Vármegyében, földes Urai Gróf Balassa, és Gróf Zichy Uraságok, lakosai katolikusok, és evangelikusok, fekszenek Kis Zellőhöz egy, és 1/4. mértföldnyire, határjájai, ’s borai is középszerűek, tulajdonságaira nézve ollyanok, mint Alsó Tóld, második Osztálybéliek."
Fényes Elek szerint "Felső-Esztergály, Nógrád m. tót falu, egy völgyben: 267 kath., 698 evang. lak., kik közt sok kerékgyártó, szekrény- és seprű-készitő találtatik. Hajdan nevezetes mezőváros volt, s vár is ékesitette. F. u. b. Balassa; gr. Zichy az idősb. Ut. p. Balassa-Gyarmat."
A trianoni békeszerződésig területe Nógrád vármegye Balassagyarmati járásához tartozott.

## Népessége
| Év:            | 1994. | 2004.    | 2014.   | 2024.   |
| -------------- | ----- | -------- | ------- | ------- |
| Emberek száma: | 193   | 234      | 244     | 253     |
| Eltérés:       |       | +21,24 % | +4,27 % | +3,68 % |

| Év:            | 2023. | 2024.   |
| -------------- | ----- | ------- |
| Emberek száma: | 251   | 253     |
| Eltérés:       |       | +0,79 % |

1880-ban 696 lakosából 672 szlovák és 1 magyar anyanyelvű volt.
1890-ben 688 lakosából 677 szlovák és 11 magyar anyanyelvű volt.
1900-ban 678 lakosából 646 szlovák és 18 magyar anyanyelvű volt.
1910-ben 621 lakosából 584 szlovák és 21 magyar anyanyelvű volt.
1921-ben 593 lakosából 588 csehszlovák és 2 magyar volt.
1930-ban 510 lakosából 485 csehszlovák volt.
1991-ben 208 lakosa mind szlovák volt.
2001-ben 221 lakosából 215 szlovák volt.
2011-ben 255 lakosából 239 szlovák és 2 magyar.
2021-ben 254 lakosából 245 szlovák, 4 magyar (1,57%), 1 lengyel, 4 ismeretlen nemzetiségű.

## Nevezetességei
- Evangélikus temploma 1791-ben épült.
- Római katolikus temploma is a 18. század második felében épült, 1879-ben átépítették.

## Híres emberek
- Itt született 1856. január 19-én Hummer Nándor történész, pedagógus, 1886-tól 1900-ig a Szent István Társulat titkára.
- Itt szolgált Jozef Luňáček (1844-1911) szlovák tanár, történész, paleontológus, természettudós.

## Külső hivatkozások
- Községinfó
- Felsőesztergály Szlovákia térképén
- Rövid ismertető szlovákul
- E-obce.sk Archiválva 2008. február 7-i dátummal a Wayback Machine-ben